# Стриннгольм, Андерс Магнус
Андерс Магнус Стриннгольм (швед. Anders Magnus Strinnholm; 25 октября 1786, Умео, — 18 января 1862, Стокгольм) — шведский писатель, историк, академик Шведской академии наук.

## Биография
После окончания средней школы в 1808 году поступает в университет в Уппсале, но в 1813 году вынужден прекратить обучение из-за недостатка средств.
С 1813 года работает в типографской компании Хегстрема (Стокгольм). Одновременно ведёт собственные исторические исследования. В 1819 году Стриннгольм издаёт «Историю шведского народа под властью династии Ваза» («Svenska folkets historia under konungarne af Vasaätten») в 3-х томах, доведённую до 1544 года. Последний том этого сочинения издан в 1823 году. Ранее он предполагал довести свой исторический труд до определённой им хронологической отметки — смерти Густава Васа (29 сентября 1560), но этим планам не суждено было сбыться.
После этого Стриннгольм концентрируется на исследованиях в области древней истории.
В 1828–30 годах шведский риксдаг выделяет Стриннгольму ассигнования на исследования, и в 1831 году тот представляет свою новую работу по древней шведской истории. Это издание планировалось как большой обзорный труд, но, начиная с 1832 года, Эрик Гейер начал издавать свою «Историю шведского народа» («Svenska folkets historia»), что серьёзно изменило планы Стриннгольма относительно широты и структуры его работы.
Издание, начавшее выходить в 1834 году под заглавием «История шведского народа с древнейшего до настоящего времени» («Svenska folkets historia fran aldsta till narvarande rider»), было завершено в пяти томах, вышедших до 1854 года. Стриннгольм довел повествование до эпохи правления короля Магнуса Эйрикссона. Весьма большое внимание уделено было не только традиционному событийному ряду — войнам и череде правлений, — но и истории общественных отношений.
В 1835 году издано в двух томах следующее произведение Стриннгольма "Походы викингов, государственное устройство, нравы и обычаи древних скандинавов". Книга неоднократно переиздавалась, впервые вышла в русском переводе А. Шемякина с немецкого перевода К.Ф. Фриша в 1861 году.
В 1837 году Андерс Магнус Стриннгольм за свою научную деятельность стал членом Шведской академии наук.